# William Rainey Marshall

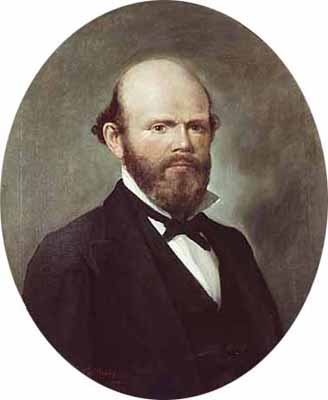
William Rainey Marshall

William Rainey Marshall (* 17. Oktober 1825 in Columbia, Missouri; † 8. Januar 1896 in Pasadena, Kalifornien) war ein US-amerikanischer Politiker und von 1866 bis 1870 Gouverneur des Bundesstaates Minnesota.

## Frühe Jahre und politischer Aufstieg
William Marshall wurde in Missouri geboren, wuchs aber in Illinois und Wisconsin auf. Er besuchte die örtlichen Schulen in Illinois. Danach arbeitete er als Landvermesser und in den Bleiminen der Gegend. Im Jahr 1849 zog er in das Minnesota-Territorium, wo er sich in Saint Paul niederließ. Dort betrieb er einen Eisenwarenhandel. Marshall war so erfolgreich, dass er seine geschäftlichen Aktivitäten bald auch auf andere Bereiche wie das Bankwesen, das Zeitungsgeschäft und den Milchhandel ausweiten konnte.
Marshalls politische Laufbahn begann noch in Wisconsin. Dort war er im Jahr 1848 Abgeordneter im Repräsentantenhaus des Staates. Zwischen 1849 und 1850 war er Mitglied des territorialen Repräsentantenhauses von Minnesota. Er war Vorsitzender des Gründungsparteitags der Republikaner in Minnesota. Während des Bürgerkrieges stieg er in der Unionsarmee bis zum Brigadegeneral auf.

## Gouverneur von Minnesota
Am 7. November 1865 wurde William Marshall zum neuen Gouverneur seines Staates gewählt. Nach einer Wiederwahl im Jahr 1867 konnte er dieses Amt zwischen dem 8. Januar 1866 und dem 9. Januar 1870 ausüben. In dieser Zeit wurde unter anderem ein staatliches Krankenhaus für Nervenkranke eingerichtet und das Eisenbahnnetz weiter ausgebaut. In Mankato wurde eine neue Grundschule erbaut. Gleichzeitig wuchs die Bevölkerung des Staates Minnesota stetig an und erreichte die 350.000-Einwohner-Marke.
Nach seiner Gouverneurszeit war er von 1874 bis 1882 Beauftragter für das Eisenbahnwesen. In Saint Paul wurde er Partner einer Anwaltskanzlei. Im Jahr 1894 zog er aus gesundheitlichen Gründen nach Kalifornien. Dort ist er zwei Jahre später auch verstorben. Gouverneur Marshall war mit Abbey Langford verheiratet.
Nach ihm sind Marshall County und die Stadt Marshall in Minnesota benannt.